# Fliethbach-System zwischen Dübener Heide und Elbe
Fliethbach-System zwischen Dübener Heide und Elbe este o arie protejată (arie specială de conservare — SAC, sit de importanță comunitară — SCI) din Germania întinsă pe o suprafață de 72 ha, integral pe uscat.

## Localizare
Centrul sitului Fliethbach-System zwischen Dübener Heide und Elbe este situat la coordonatele 51°45′18″N 12°36′50″E / 51.755°N 12.6139°E.

## Înființare
Situl Fliethbach-System zwischen Dübener Heide und Elbe a fost declarat sit de importanță comunitară în octombrie 2000 pentru a proteja 9 specii de animale. Situl a fost protejat și ca arie specială de conservare în decembrie 2018.

## Biodiversitate
Situată în ecoregiunea continentală, aria protejată conține 9 habitate naturale: Ape stătătoare oligotrofe până la mezotrofe, cu vegetație de Littorelletea uniflorae și/sau de Isoëto-Nanojuncetea, Lacuri eutrofice naturale cu vegetație de tip Magnopotamion sau Hydrocharition, Lacuri și iazuri distrofice naturale, Cursuri de apă de la nivel de câmpie la nivel montan, cu vegetație Ranunculion fluitantis și Callitricho-Batrachion, Liziere de ierburi înalte hidrofile de câmpie și de nivel montan până la alpin, Fânețe de joasă altitudine (Alopecurus pratensis, Sanguisorba officinalis), Mlaștini turboase de tranziție și turbării mișcătoare, Mlaștini împădurite, Păduri aluvionare cu Alnus glutinosa și Fraxinus excelsior (Alno-Padion, Alnion incanae, Salicion albae).
La baza desemnării sitului se află mai multe specii protejate:
- amfibieni (1): triton cu creastă (Triturus cristatus)
- mamifere (3): liliac cârn (Barbastella barbastellus), castor (Castor fiber), vidră de râu (Lutra lutra)
- nevertebrate (2): libelule (Leucorrhinia pectoralis), Ophiogomphus cecilia
- pești (3): Cobitis taenia Complex, cicar (Lampetra planeri), boarță (Rhodeus amarus)

Pe lângă speciile protejate, pe teritoriul sitului au mai fost identificate 8 specii de plante, 6 specii de amfibieni, 2 specii de nevertebrate, 5 specii de pești, 4 specii de reptile.